# CETME
CETME és el fusell d'assalt oficial de l'Exèrcit Espanyol desenvolupat a Espanya amb disseny de l'agència Centro de Estudios Técnicos de Materiales Especiales, encarregada de la seva creació. El CETME compta amb diverses versions, similars entre elles: A, A1, B, C, E, L, LC, LV, AMELI.
Degut al fet que el disseny del G3 o Heckler & Koch G3 es va en col·laboració entre el fabricant alemany HK i l'espanyol del CETME a partir del CETME B, aquestes dues armes són molt semblants. El G3 té un considerable volum de vendes internacionals i ha estat adquirit per altres exèrcits.

## Història

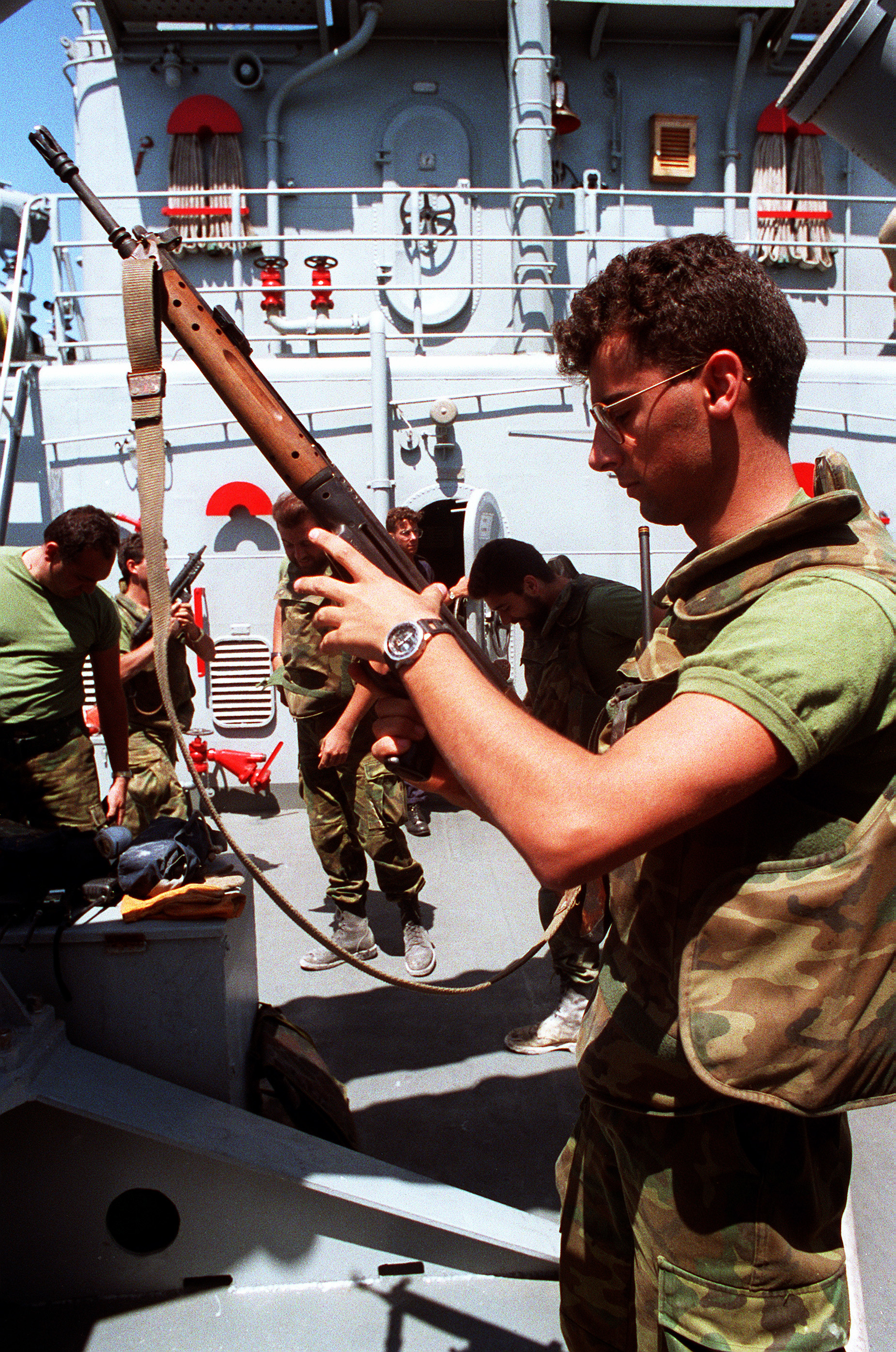
Un mariner del Trozo de Visita y Registro de la Corbeta Vencedora revisa un CETME Modelo C

El Centre d'Estudis Tècnics de Materials Especials (l'acrònim dels quals dona nom al fusell) es va crear per a contrarestar els efectes de l'aïllament internacional sota la dictadura franquista. Va produir un gran nombre de productes militars, posant especial interès en els fusells d'assalt, ja que en aquells dies l'Exèrcit Espanyol estava equipat amb antiquats fusells Mauser alemanys de la Segona Guerra Mundial.
Històricament aquest fusell deriva del fusell d'assalt alemany Stg-44 i la seva evolució el Stg-45, desenvolupat a manera de prototip per la companyia Mauser l'any 1945, però la fi de la guerra i la derrota alemanya van obligar a abandonar el projecte. No obstant això, alguns tècnics de la Mauser implicats en el projecte es van refugiar a Espanya. Un d'ells, Ludwig Vorgrimler, va ser el seu desenvolupador.
El CETME va ser creat per ordre del Ministeri de la Guerra Espanyol, i el seu primer model (A) va veure la llum el 1952; l'any 1957 fou adoptat per l'exèrcit de Terra. Els models successius van millorar aspectes com la cadència, abast, precisió i el tipus de cartutx (adaptant-lo al cartutx estàndard de l'OTAN: 7,62 x 51 mm). El CETME L, LC va ser el fusell reglamentari dels tres exèrcits espanyols fins a 1999, quan s'adopta el fusell alemany HK G36I. Curiosament aquest fusell té com base el CETME B, ja que el CETME va ser desenvolupat juntament amb l'empresa alemanya Heckler & Koch des de 1957 fins a 1961, quan la marca CETME desapareixeria dels models alemanys, i es desenvoluparia el HK G3.
El CETME és considerat un dels millors, si no el millor, fusell d'assalt del seu temps, per la seva elevada precisió, potència, i sobretot resistència. Actualment el CETME C en versió semiautomàtica per al mercat civil, també conegut com a CETME Sport, té un enorme èxit en aquells països en què la seva tinença és legal, per la seva fiabilitat, precisió, robustesa i preu ajustat.

## Desenvolupament de versions
Durant cinquanta anys el Centro de Estudios Técnicos de Materiales Especiales va desenvolupar diferents versions d'aquest fusell, conegut col·loquialment entre la tropa com a «chopo» (pollancre).

### CETME A1 i A2
En 1949 es crea el primer fusell CETME, capaç de donar al soldat una elevada mobilitat, precisió, abast i potència de foc. Aquest fusell hauria de ser capaç d'incapacitar a una distància de 1.000 m, pel que es desenvolupa una nova munició, el cartutx de 7,92 x 40 mm CETME. Aquest cartutx va contra les Convencions de Ginebra per la qual cosa es comença el desenvolupament del cartutx adoptat per l'OTAN el 7'62x51. En 1957 Alemanya mostra interès a desenvolupar conjuntament el fusell, mentre que a Espanya passa a ser part de l'equip de l'Exèrcit de terra.

### CETME B
Aquest model és capaç de disparar dues municions, la 7,62 CETME i la 7,62 OTAN, canviant la molla recuperadora i el forrellat. Incorpora un apagador de flames amb la qual pot llançar granades, la millora de l'ansa portafusell, culateta ergonòmica i un bípode. El 1958 es fabriquen les primeres unitats i passa a ser arma d'obligatòria d'uniformitat en els tres exèrcits d'Espanya. En 1961 s'arriba al primer acord amb l'empresa alemanya Heckler & Koch que comercialitza el fusell sota la marca G-3 i entra en servei en més de 30 països.

### CETME C
Les Forces Armades espanyoles l'incorporen en l'any 1964; s'estria la recambra, l'alça passa a ésser del tipus de llibret-dues làmines unides de metall per la part més alta que formen un petit solc per on es veu el punt de mira- (librillo) en distàncies de 100, 200, 300 i 400 m, se li incorpora un carril per a acoblar una mira telescòpica i se li posa el guardamans i la culata de fusta. Per aquesta darrera raó, recupera col·loquialment el nom de "chopo" (pollancre) dels vells Mauser.

### CETME E
Va ser fabricat en poca quantitat de manera experimental per a provar diferents components de plàstic tant en el fusell com en carregadors, a més de modificar l'alça. Va ser l'avantsala dels diferents models que vindrien.

### CETMEs L i LC

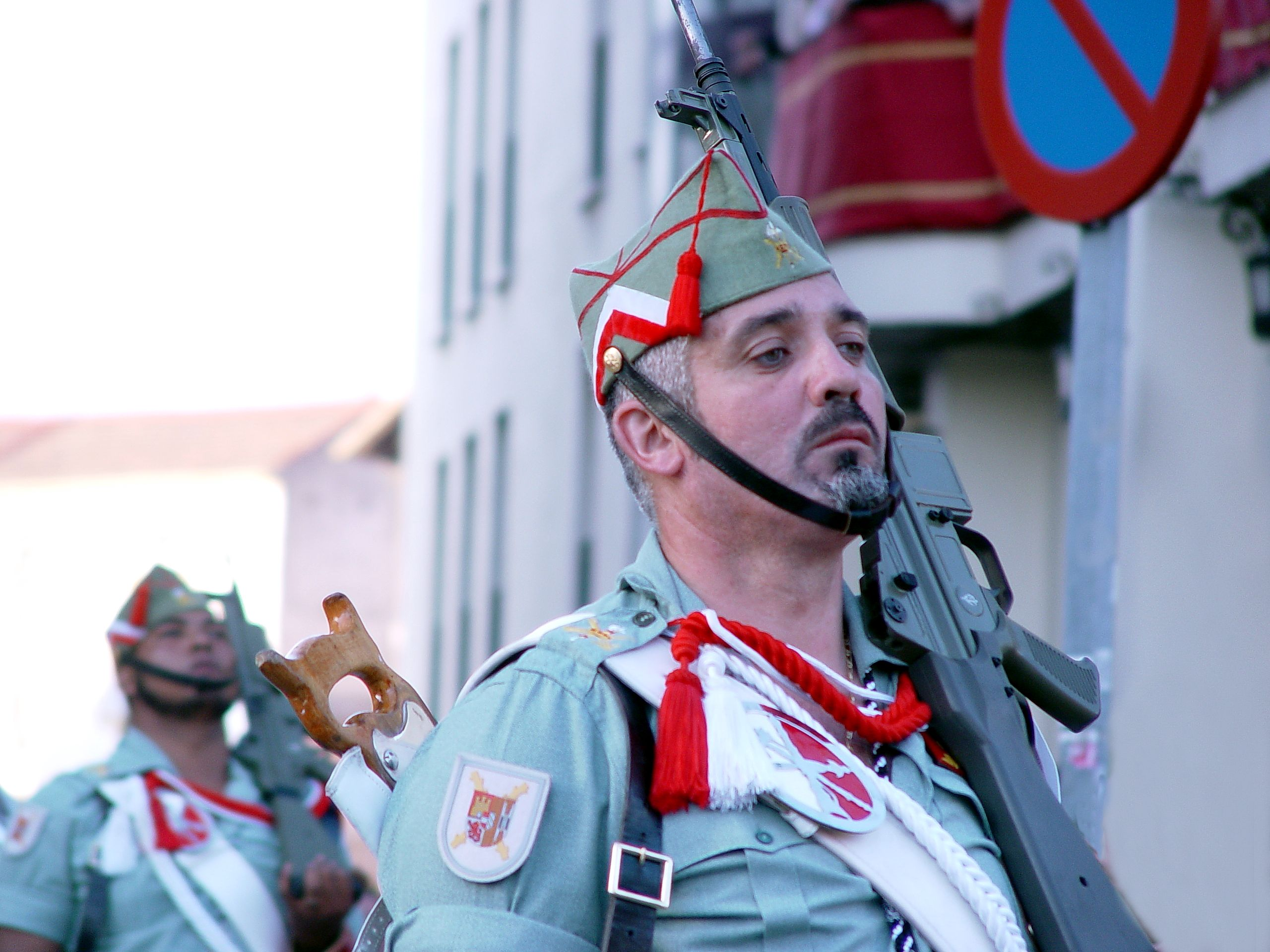
Legionari amb un CETME L

Després de la fi de la fabricació en 1975 del CETME C, el 1984 comença la dels models L i LC. Ambdós substituïen les parts de fusta per materials plàstics, es van reduir els pesos i mesures, i s'adoptava el calibre 5,56 x 45 mm de l'OTAN, fet que permetia que els carregadors admetessin més munició en el mateix espai. És a més la munició estàndard de l'OTAN pel que suposadament qualsevol fusell de l'aliança pot usar carregadors i munició encara que sigui d'altre model.
També incorpora un «botó» per a retenir el tancament en posició endarrerida deixant la finestra d'expulsió oberta al mateix temps, la qual cosa facilita la inspecció de la recambra i les maniobres de solució i rearmat en cas d'interrupció de tir per defecte del carregador, cartutx o fallada d'algun mecanisme.
L'alça amb dues parts en forma d'angle girat cap avall passa a tenir sols dues posicions: 200 i 400 metres.
La diferència entre els models L i LC radicava que el model LC incorporava un culateta retràctil, el canó més curt i un conjunt de tancament diferent al L. La seva longitud més curta com a resultat d'aquestes variacions el feia ideal per a ser manejat des de vehicles per conductors, carristes i en el combat urbà, a curta distància o en espais reduïts, així com per a ser usat per tropes d'elit en operacions concretes i paracaigudistes a causa del fet que facilita el salt.
El fusell es va mostrar en realitat inadequat, especialment en assumptes crítics en una arma militar, com la resistència o la fiabilitat mecànica. A més d'alguns errors de disseny (dilatava de forma asimètrica), l'arma sembla que estava fabricada reduint al màxim els costos, amb un control de qualitat i materials deficient. El resultat de tot això va ser un fusell amb una greu tendència a produir interrupcions de tir, sovint incapaç de llençar més de tres o quatre vegades abans de fallar. A més de sofrir amb facilitat desgast i corrosió. La facilitat que tenia l'arma per a embrutar-se internament fins i tot amb poc ús, feia que la tropa digués amb sorna que "CETME" significa en realitat "Cada Esquina Tiene Mierda Escondida" ("cada racó té merda amagada"). Hom es queixava, també, de la dificultat a netejar-lo, però això podria ser degut més aviat a la baixa instrucció donada a molts dels soldats i a la falta d'eines de neteja. La precisió, una vegada eliminada la idea original d'una mira de tres augments (concepte que es reservà a exemplars per a tiradors selectes), es va revelar, en general, inferior a la del model C que substituïa.

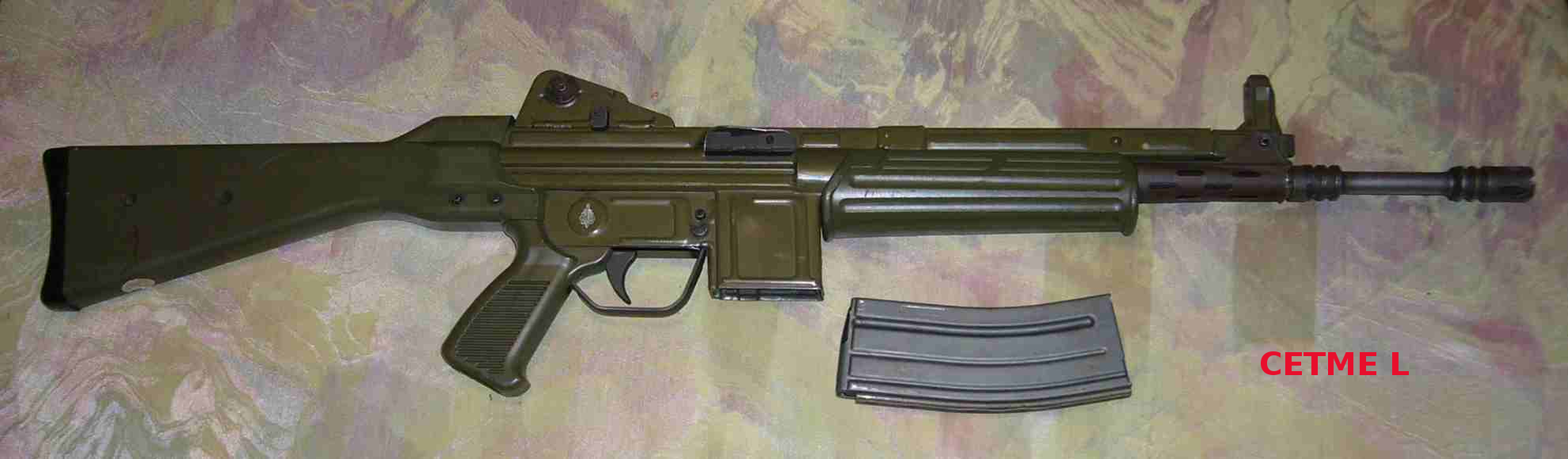
Vista del lateral dret del CETME L
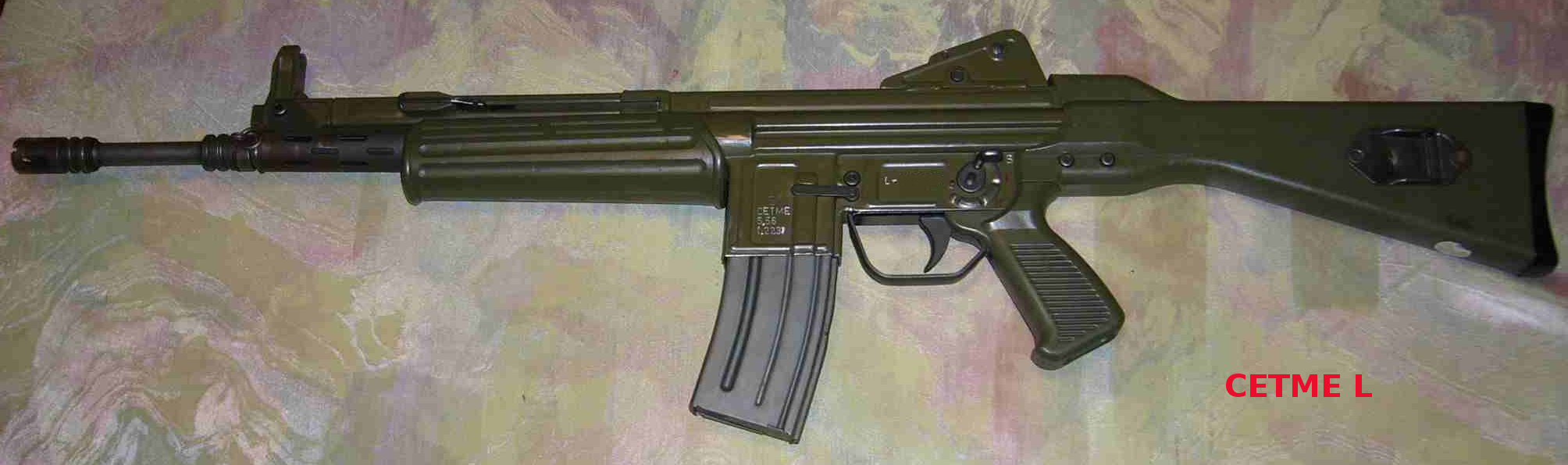
Vista del lateral esquerre del CETME L
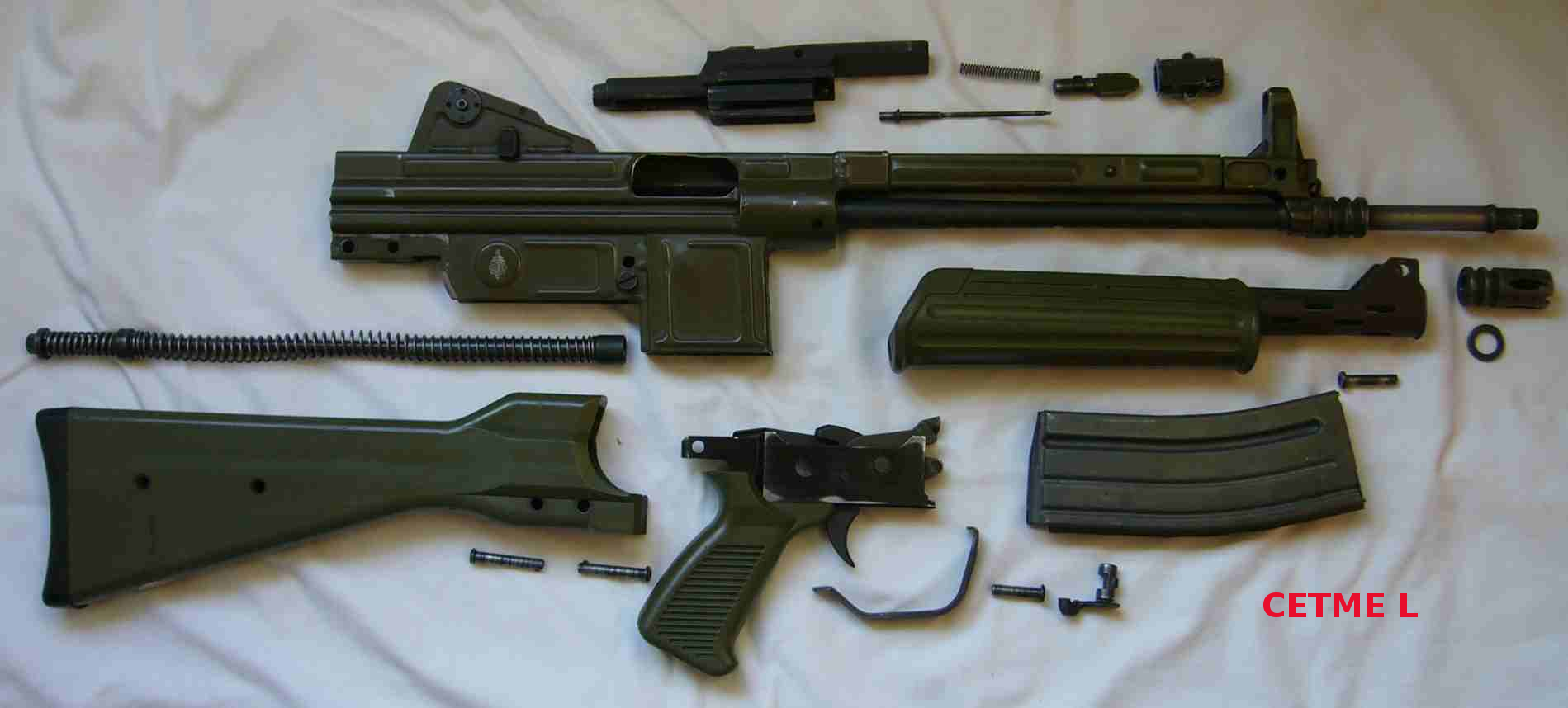
Peces desmuntades del CETME L
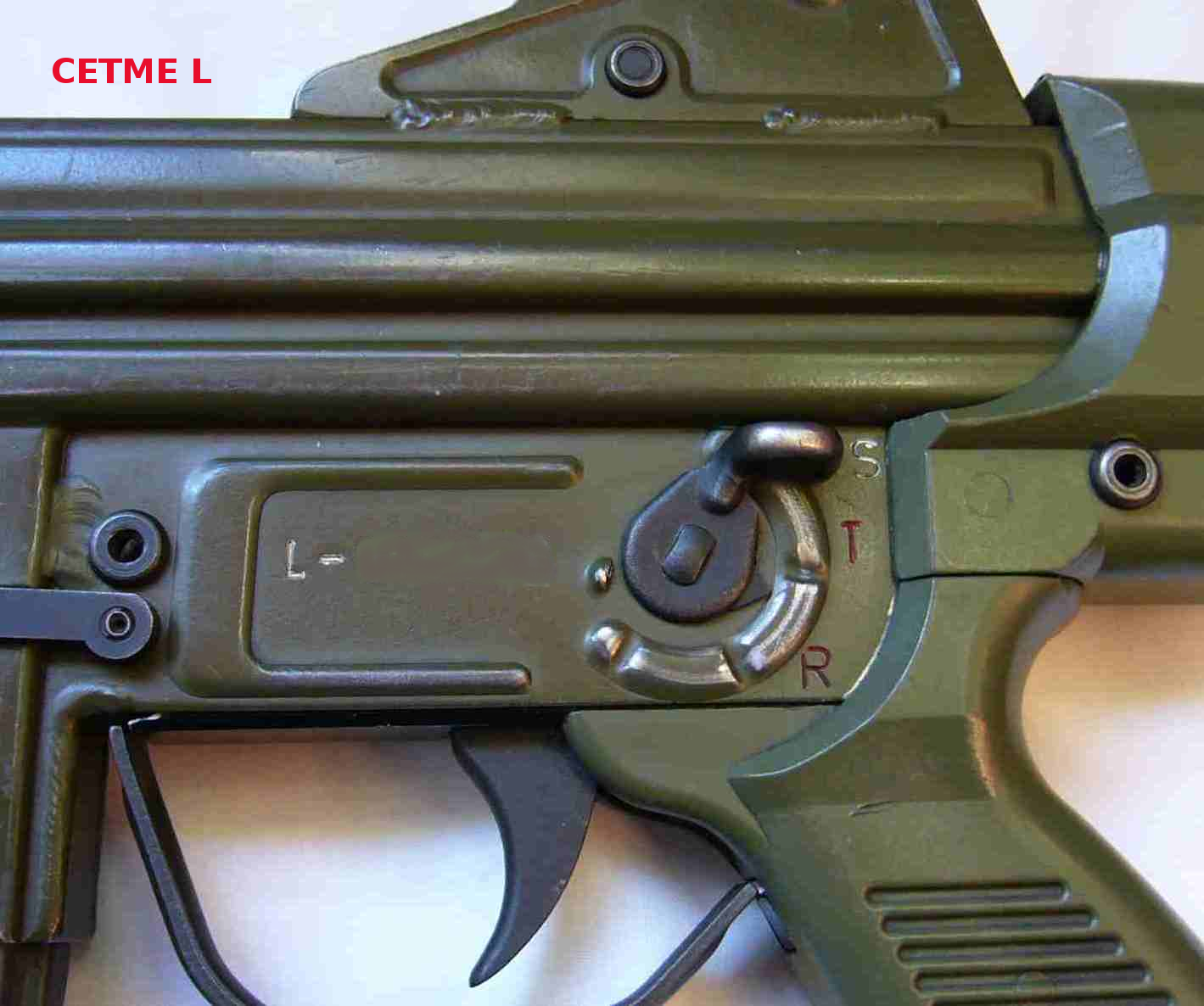
Detall del selector de tir amb el fiador posat

## Conclusió
Després dels problemes implicats pels últims models desenvolupats per CETME, en 1996 surt a concurs públic l'adquisició d'un nou fusell de prestacions elevades per a les Forces Armades espanyoles. Es tria en 1999 el model G-36E de l'empresa Heckler & Koch, curiosament la que havia ajudat a desenvolupar el CETME en els seus inicis. No obstant això, encara es va trigar diversos anys a veure els nous fusells a la majoria d'unitats.

## Altres dissenys de CETME

### AMELI
Aquest model va ser un intent frustrat de substituir o reforçar la metralladora MG-3 i dotar de més potència de foc a les unitats, amb unes dimensions i calibre més petit (5,56). S'alimentava mitjançant cintes o tambors i es van fabricar poques unitats, la majoria destinades a la infanteria de marina, "Brigada Paracaidista" i unitats d'elit de l'Exèrcit de Terra.
Se'n van fabricar dues versions: el model de canó llarg (450 mm) i el de canó curt (400 mm), ambdós amb una cadència de tir de 1.000 tirs per minut.
L'exèrcit Britànic va adquirir diversos centenars d'unitats per als Royal Marines i va acabar retornant-les abans que passés el període d'avaluació pels deficients resultats i fallades de funcionament, així com per la seva escassa fiabilitat després de les condicions de combat d'un assalt amfibi o desembarcament (fang, sorra, aigua, etc.).

### SubfusellCETME C2
CETME també va fabricar un subfusell, similar als models de segona generació de STAR, Bonifacio Echeverría S.A. amb el carregador lateral, a la manera del Sterling anglès. L'arma estava preparada per a cartutxos del 9 mm parabellum (anomenat també 9 mm Luger), i podia disparar 9 llarg (9mm Bergman-Bayard) canviant-ne únicament el canó.